# دریاچه آلاکول
دریاچه آلاکول (قزاقی: Алакөл) یک دریاچه در  کشور قزاقستان است.
مساحت آن ۲٬۶۵۰ کیلومتر مربع است.